# Crotalaria ferruginea
Crotalaria ferruginea är en ärtväxtart som beskrevs av George Bentham. Crotalaria ferruginea ingår i släktet sunnhampor, och familjen ärtväxter. Inga underarter finns listade i Catalogue of Life.